# 슈퍼스포트 유나이티드 FC
슈퍼스포트 유나이티드 FC(영어: SuperSport United Football Club)는 남아프리카 공화국의 축구 클럽으로, 하우텡주 프리토리아를 연고로 하고 있다. 현재 남아프리카 공화국의 최상위 리그인 프리미어 사커 리그에 참가하고 있다.

## 우승 경력
- 프리미어 사커 리그

● 우승 (3): 2007-08, 2008-09, 2009-10
- 네드뱅크 컵

● 우승 (5): 1999, 2005, 2011-12, 2015-16, 2016-17
- 텔콤 녹아웃

● 우승 (1): 2014
- MTN 8

● 우승 (3): 2004, 2017, 2019
- 스팔레타 컵

● 우승 (1): 1995
- 세컨드 디비전

● 우승 (1): 1995

## 선수 명단

### 현역
참고: FIFA 자격 규정에 따라 소속된 국가대표팀 국기를 표시합니다. 선수는 복수의 FIFA 비회원국 국적을 가지고 있을 수 있습니다.
| 번호 | 포지션 | 국적              | 이름              |
| ---- | ------ | ----------------- | ----------------- |
| 5    | MF     | 차드              | 에릭 음바고숨     |
| 7    | FW     | 남아프리카 공화국 | 브래들리 그로블러 |
| 9    | FW     | 짐바브웨          | 노쿠텐다 만게지   |
| 11   | FW     | 짐바브웨          | 테런스 즈부카만자 |
| 17   | FW     | 잠비아            | 감파니 룽구       |

| 번호 | 포지션 | 국적       | 이름                     |
| ---- | ------ | ---------- | ------------------------ |
| -    | FW     | 에티오피아 | 아부베커 나시르 아흐메드 |

## 역대 감독
| 감독                      | 임기        |
| ------------------------- | ----------- |
| 레프테르 퀴취칸도니아디스 | 1965 ~ 1966 |